# 伊勢鐵道III型柴聯車
伊勢鐵道III型柴聯車（日语：／ Ise Tetsudō Ise III-gata kidōsha）是伊勢鐵道的伊勢線使用的柴聯車，並於2003年2月17日開始投入使用。

## 概要
1987年3月，原本屬於日本國有鐵道的伊勢線改由第三部門鐵道伊勢鐵道負責營運。而該公司也在開業當月與1989年陸續將3輛伊勢鐵道I型與1輛伊勢鐵道II型柴聯車投入使用。而本型車是為了替代車體逐漸老化的I型柴聯車與II型柴聯車，而在2003年至2005年間引進的由富士重工業與新潟運輸系統製造的鐵路車輛。

## 規格與構造
雖然III型為富士重工業所製造的柴聯車，但本型車的車體材質及為實現無階化所採用的車廂地板高度等規格，皆與該公司同時期為其他鐵路公司製造的鐵路車輛具有差異。III型的車體長度相較於長15m的I型和II型相比延長至18m，車頭部分為了簡化製造工序而採用碳鋼打造。駕駛室設置於車頭的左側，且未設置駕駛員專用的車門；其左側安裝著一面寬度價窄的固定窗和下拉式的窗戶，駕駛台右側則僅安裝一面固定窗。
車體的左右兩側均設置2道寬1000mm的拉門式旅客用車門，且位於駕駛室的正後方。車門之間的車身則安裝著3組可吸收紫外線的深綠色雙連式固定窗，以及LED目的地顯示幕。客室內的地板高度為1150mm，並採用無階化設計。而車體的下半部塗上三條象徵著三重縣海洋的藍色條紋。客室內的中央區域配置6組供4人座的對坐式座椅，其餘區域則配置長條座椅。其中面向四日市站的座椅區域設有放置輪椅的無障礙座位。

## 運用
III型的首輛101號柴聯車於2003年2月17日開始投入使用。此後本型車至2005年以每年1輛的速度陸續投入運行，以替換車體老舊的I型和II型柴聯車。其中101號車由富士重工業負責打造，而102號至104號柴聯車則由接管該公司鐵道車輛部門業務的新潟運輸系統負責製造。